# Kathrine Møller Kühl
Kathrine Møller Kühl (Hillerød, 5 juli 2003) is een voetbalspeelster uit Denemarken. Ze speelt als middenvelder voor AS Roma in de Serie A.

## Clubcarrière
Møller Kühl speelde in de jeugd voor Hillerød Fodbold waar ze als vijfjarige begon. In 2018 maakte Møller Kühl de overstap naar FC Nordsjælland. In de wedstrijd tegen FC Thy-Thisted Q mocht Møller Kühl haar debuut maken voor Nordsjælland. Sindsdien bemachtigde Møller Kühl al snel een vaste basisplaats. In het seizoen 2019/20 wist Møller Kühl de Deense beker te winnen en na afloop kreeg Møller Kühl de titel Cupfighter of the year.
Op 7 januari 2023 maakte Arsenal bekend Kathrine Møller Kühl over te nemen van Nordsjælland. Op 26 januari 2023 mocht Møller Kühl haar debuut voor Arsenal maken in het FA Women's League Cup duel tegen Aston Villa.
Op 13 januari 2024 werd Kühl door Arsenal aan competitiegenoot Everton WFC verhuurd tot het einde van het seizoen 2023/24. Arsenal stemde hiermee in omdat Kühl in Liverpool meer speelminuten kan maken dan in Londen bij Arsenal het geval zou zijn geweest. In het seizoen 2024/25 keerde se terug bij Arsenal, waar ze in de eerste seizoenshelft slechts tot een optreden kwam. In januari 2025 vertrok Møller Kühl naar het Italiaanse AS Roma, waar ze een contract tot medio 2027 tekende.

## Statistieken
| Seizoen | Club            | Land       | Competitie              | Wedstrijden | Doelpunten |
| ------- | --------------- | ---------- | ----------------------- | ----------- | ---------- |
| 2019/20 | FC Nordsjælland | Denemarken | Elitedivisionen         | 12          | 0          |
| 2020/21 | FC Nordsjælland | Denemarken | Elitedivisionen         | 24          | 4          |
| 2021/22 | FC Nordsjælland | Denemarken | Elitedivisionen         | 23          | 1          |
| 2022/23 | FC Nordsjælland | Denemarken | Elitedivisionen         | 12          | 2          |
| 2022/23 | Arsenal         | Engeland   | FA Women's Super League | 11          | 0          |
| 2023/24 | Arsenal         | Engeland   | FA Women's Super League | 2           | 0          |
| 2023/24 | Everton WFC     | Engeland   | FA Women's Super League | 10          | 0          |
| 2024/25 | Arsenal         | Engeland   | FA Women's Super League | 1           | 0          |
| 2024/25 | AS Roma         | Italië     | Serie A                 | 0           | 0          |
| Totaal  | Totaal          | Totaal     | Totaal                  | 95          | 7          |

Laatste update: 19 januari 2025

## Interlandcarrière
Møller Kühl werd in maart 2021 voor het eerst opgeroepen voor het Deens nationaal voetbalelftal. In een vriendschappelijk duel tegen Wales mocht Møller Kühl haar debuut maken door in 81ste minuut in te vallen voor Emma Snerle. In een 3-2 overwinning op Australië mocht Møller Kühl haar basisdebuut maken voor Denemarken.
Bondscoach Lars Søndergaard selecteerde Møller Kühl voor het WK 2023. In deze selectie was Møller Kühl de jongste speelster. Ook stond ze in de top tien van afgelegde afstand, dribbels en succesvolle tackles van het toernooi. Denemarken wist de groepsfase door te komen, maar werd uitgeschakeld in de achtste finale na een 2-0 verlies tegen Australië.